# Calvaire avec saint François d'Assise
Calvaire avec saint François d'Assise – ou Crucifixion – est un tableau réalisé vers 1315-1320 par le peintre italien Giotto di Bondone et son atelier. De format vertical, ce petit panneau en bois de peuplier a été réalisé a tempera sur fond d'or. Il s'agit d'une peinture religieuse qui représente la Crucifixion en présence de six anges et de quelques figures saintes, parmi lesquelles la Vierge Marie, Marie Madeleine, l'apôtre Jean, mais aussi François d'Assise, ce dernier de manière anachronique. Offerte par le poète Albert Mérat en 1908, l'œuvre est conservée au musée des Beaux-Arts et d'Archéologie de Troyes, à Troyes, dans l'Aube, en France.

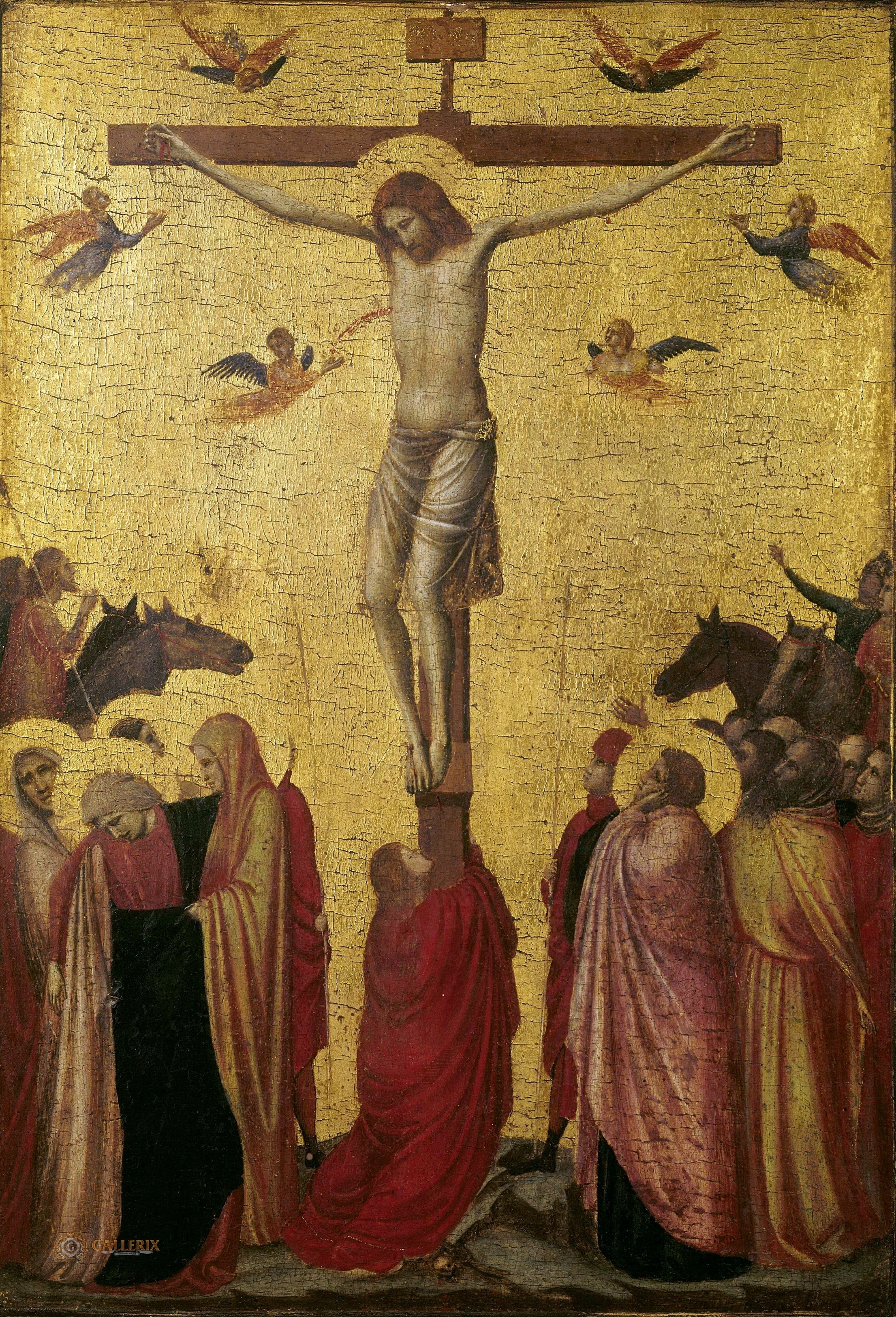
Crucifixion, vers 1315 – Musée des Beaux-Arts de Strasbourg, Strasbourg.